# NGC 7801
NGC 7801 is een open sterrenhoop in het sterrenbeeld Cassiopeia. Het hemelobject werd op 8 september 1829 ontdekt door de Britse astronoom John Herschel.